# Lobelia thuliniana
Lobelia thuliniana är en klockväxtart som beskrevs av Eric B. Knox. Lobelia thuliniana ingår i släktet lobelior, och familjen klockväxter. Inga underarter finns listade i Catalogue of Life.